# Piper reitzii
Piper reitzii är en pepparväxtart som beskrevs av Truman George Yuncker. Piper reitzii ingår i släktet Piper och familjen pepparväxter. Inga underarter finns listade i Catalogue of Life.